# Soitsjärv
Der Soitsjärv ist ein See in Estland.
Er liegt in der Landgemeinde Tartu im Landkreis Tartumaa.
Der Soitsjärv liegt ca. 1 km nordöstlich des Sees Saadjärv und 4,5 km östlich von Tabivere. Er ist 187,9 ha groß und liegt 53 m über dem Meeresspiegel. Die maximale Tiefe beträgt 6 m.